# Fira dels Matiners
La Fira dels Matiners d'Avinyó és una fira temàtica centrada en la Guerra dels Matiners (també coneguda com la Segona Guerra Carlina), una guerra que va succeir a Catalunya entre el 1846 i el 1849. Aquesta fira, que recupera una de les batalles més importants de la història de Catalunya,⁣ es va iniciar l’any 2012, quan la Fira-festa tradicional del poble es va convertir en aquesta recreació històrica. La Fira dels Matiners se celebra el segon diumenge de Novembre de cada any.
Aquesta diada combina les parades de fira amb representacions de caràcter històric i, tant el centre del poble com els veïns i les veïnes, transporten els visitants a mitjans del segle xix. A més, hi ha altres activitats on també poden participar els visitants, com degustacions, danses populars, visites guiades, i molt més.
A part de les activitats que es realitzen el mateix diumenge de la fira, també se solen organitzar altres esdeveniments previs a la diada, com la Cursa dels Matiners, trobades de col·leccionistes de plaques de cava o el Sopar de Maridatge.

## La Guerra dels Matiners

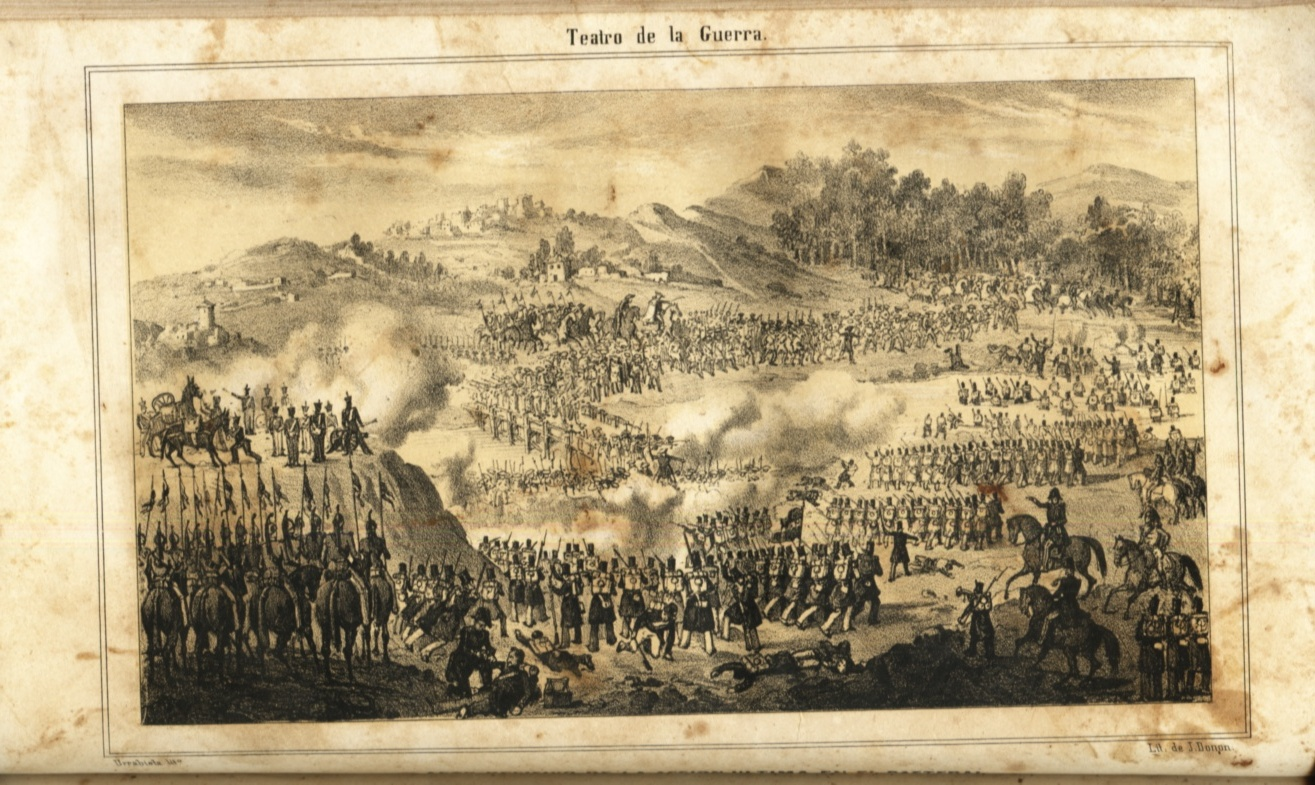
Teatre de la Guerra: Cabrera, els Montemolinistes i Republicans a Catalunya. Autor: un testimoni ocular dels esdeveniments

La Guerra dels Matiners (també coneguda com la Segona Guerra Carlina) va ser una Guerra Civil Espanyola del segle XIX en conseqüència del conflicte de successió dinàstica a la corona d’Espanya i que va succeir entre el 1846 i el 1849. Més que una guerra estrictament carlina, va ser una revolta catalana contra la dictadura dels moderats (Ramon María de Narváez) i contra un seguit de mesures centralistes que alteraven la vida del país (quintes, aranzels). En aquesta guerra hi van participar carlins (anomenats matiners perquè atacaven de bon matí), certs progressistes i republicans catalans.
Després de la Primera Guerra Carlina (1833-1840), als efectes de la crisi econòmica que patia la població s'hi van sumar les mesures centralitzadores i de modernització empreses pel govern espanyol. Això va provocar un progressiu malestar social que va esclatar el 1846 amb l’inici de la Guerra dels Matiners, considerada com una revolta popular dels indignats contra la crisi econòmica i les mesures que s'hi estaven aplicant. Encara que els aixecaments populars van tenir lloc a tot l'Estat espanyol, només a Catalunya van desembocar en un conflicte armat.
Els matiners van ser, per tant, una barreja de carlins, pagesos, obrers, republicans i progressistes, que tenien en comú la seva rebel·lió contra les mesures econòmiques i centralitzadores del govern isabelí. Aquest govern va desplaçar a Catalunya un exèrcit molt nombrós, deu vegades superior al nombre de matiners aixecats en armes. Però, tot i això, gràcies al coneixement del país i al suport popular que tenien els revoltats, la guerra va durar tres anys, fins al maig de 1849.

### Què va passar a Avinyó?
Durant les dates prèvies al combat, a Avinyó es van concentrar un gran nombre de forces carlines. Fins a nou capitostos amb tots els seus homes: Tristany, Marçal, Posas, Borges, Montserrat, Picó, el Muchacho, Sargatal i Cabrera. Les cròniques diuen que en total sumaven prop de 2.000 voluntaris i soldats.
El brigadier isabelí Manzano coneixia aquests moviments, però no sabia que el nombre de forces carlines era tan gran. Per això va sortir del quarter de Manresa amb una columna d’entre 600 i 1.000 soldats. La batalla va ser molt desigual; els carlins, ben disposats sobre el terreny, van sorprendre els isabelins amb una emboscada. El resultat va ser la derrota de la columna isabelina, amb la detenció del mateix Manzano i entre 250 i 700 soldats. Aquest fet va tenir un gran ressò mediàtic i va provocar la destitució del capità general de Catalunya. Com a premi per la victòria, Ramon Cabrera, el pretendent carlí al tron, va nomenar Rafel Tristany comte d'Avinyó.

## Representació històrica

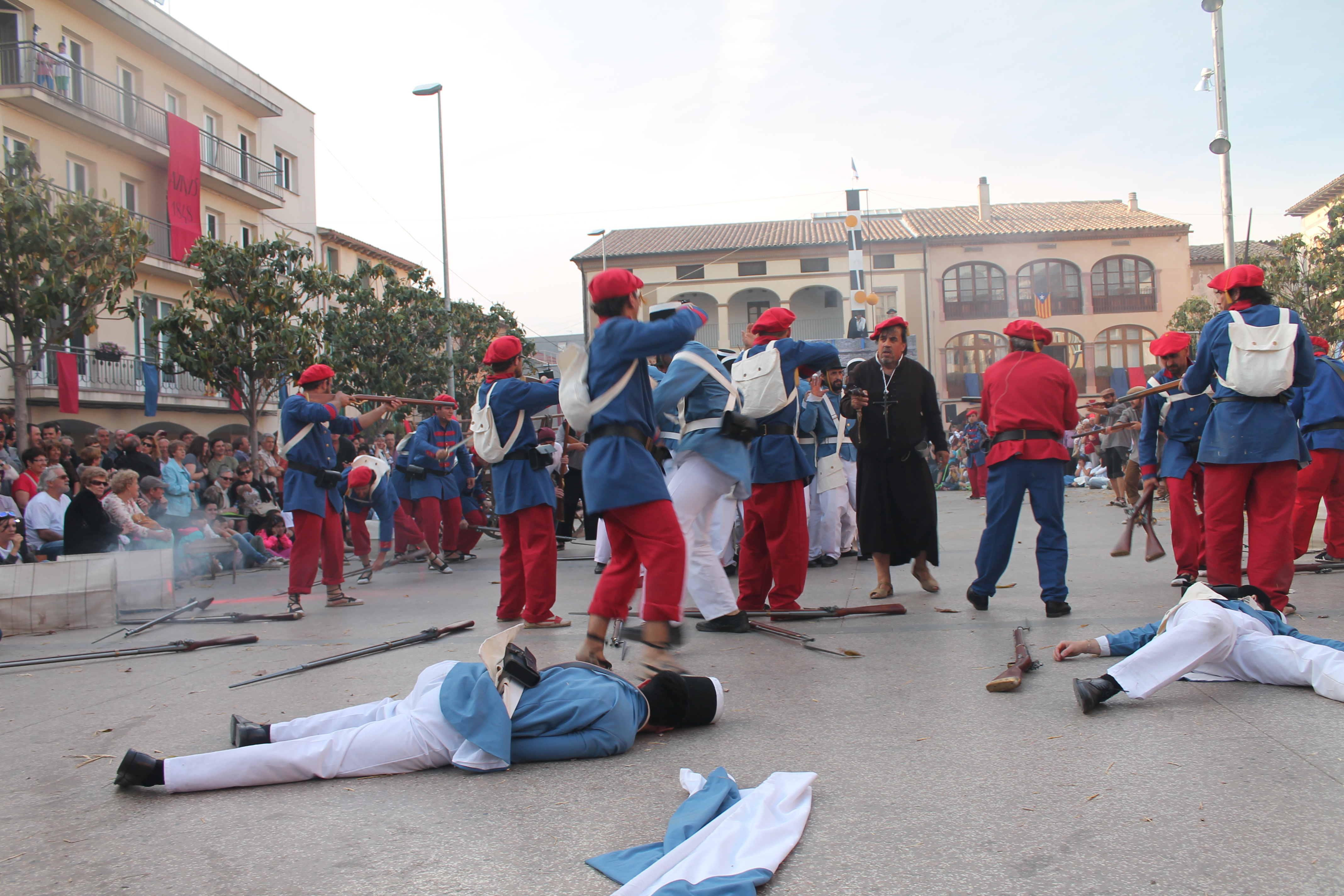
Els carlins han capturat els soldats isabelins i han guanyat la batalla final. Autor: Pep Pedragosa

### Representació teatral
Les representacions històriques comencen al matí i es van estenent al llarg del dia acompanyades dels narradors de la història, el Cec i el Pigall. La representació culmina a la tarda amb la batalla final a la Plaça Major del poble. Aquestes recreacions no només se centren a explicar el que va succeir a Avinyó el novembre del 1948, sinó que també mostren la situació social de Catalunya durant aquell temps i els motius que van derivar en l'aixecament de la població contra les reformes socials i econòmiques que el govern de Madrid va imposar amb l’objectiu de modernitzar el país.

### Personatges
A continuació es presenta una taula on es mostren i es descriuen els personatges principals de la Fira dels Matiners que donen vida a la recreació històrica de la batalla que va haver-hi i que transporten el poble d'Avinyó a la Catalunya del segle xix.
| Fotografia | Personatges        | Descripció |
| --- | ------------------ | --- |
| | Cec i Pigall       | Són els narradors de la fira i condueixen el públic als diferents espais. Amb romanços que reciten pels carrers van enllaçant les escenes. |
| Rafael Tristany agenollat davant de Ramon Cabrera durant la seva nomenació de comte d'Avinyó després de guanyar la batalla. Autor: Pep Pedragosa | Rafael Tristany    | És el tinent coronel de l'exèrcit carlí. Procedent de Súria, arriba a Avinyó per a ajudar als carlins a vèncer les tropes isabelines. Gràcies al suport de pagesos i obrers, i amb la seva guerrilla, aconsegueix derrotar l'exèrcit isabelí que estava sota comandament del brigadier Manzano. Després de la victòria se li va donar el títol de comte d'Avinyó. |
| El brigadier Manzano passejant per Avinyó acompanyat de dos soldats isabelins. Autor: Ramon Serra                                                | Joaquim Manzano    | És el brigadier que dirigeix les tropes isabelines que van ser derrotades durant la batalla. Ell és qui va organitzar l'assalt a Avinyó, on van derrotar el seu exèrcit i van capturar set-cents soldats. |
| Entrada del General Cabrera a Avinyó després de la victòria carlina. Autor: Ramon Serra                                                          | Ramon Cabrera      | És el general de l'exèrcit carlí de Catalunya. Ve de Solsona, on lluita amb mossèn Benet Tristany. A Avinyó segueix la causa carlina al costat del nebot del mossèn, el Rafael Tristany, comte d'Avinyó. |
| | Mossèn Ramon       | És un capellà trabucaire de la parròquia de Pinós. Es va afegir a la causa carlina després de lluitar al costat de mossèn Benet Tristany a Solsona, i ara continua al costat del nebot d'aquest, el Rafael Tristany. |
| Noies ambulants venent herbes pel poble. Autor: Ramon Serra                                                                                      | Trementinaries     | Són noies que ofereixen als visitants ungüents, olis i pomades amb mel de Cal Toni Mas i farigola dels boscos de Relat. Van passar per Avinyó durant el seu recorregut pel Berguedà, per Osona i pel Lluçanès. |
| | Rentadores         | Són noies que renten la roba a la riera Gavarresa. Mentre fan la bugada, xerren sobre les tropes isabelines i carlines que passegen pel poble. |
| | Nuvis              | L’hereu de Ca l’Oliaire i la viuda de Cal Verdaguer són els protagonistes d'un casament d'alçada que es celebra a la plaça Major amb el ball dels Llancers. |
| | Mossos d'esquadra  | Acompanyen els Isabelins pel camí com a forces de seguretat. |
| Un home i una dona venent el diari dels Matiners. Autor: Ramon Serra                                                                             | Venedors de diaris | Són els que reparteixen El Matiner, el diari on s'explica què està passant a Catalunya el novembre de 1848. A més, s'hi prediu la batalla inevitable entre les tropes isabelines i les colles carlines a Avinyó. |

## Llocs rellevants

### La Torre dels Soldats

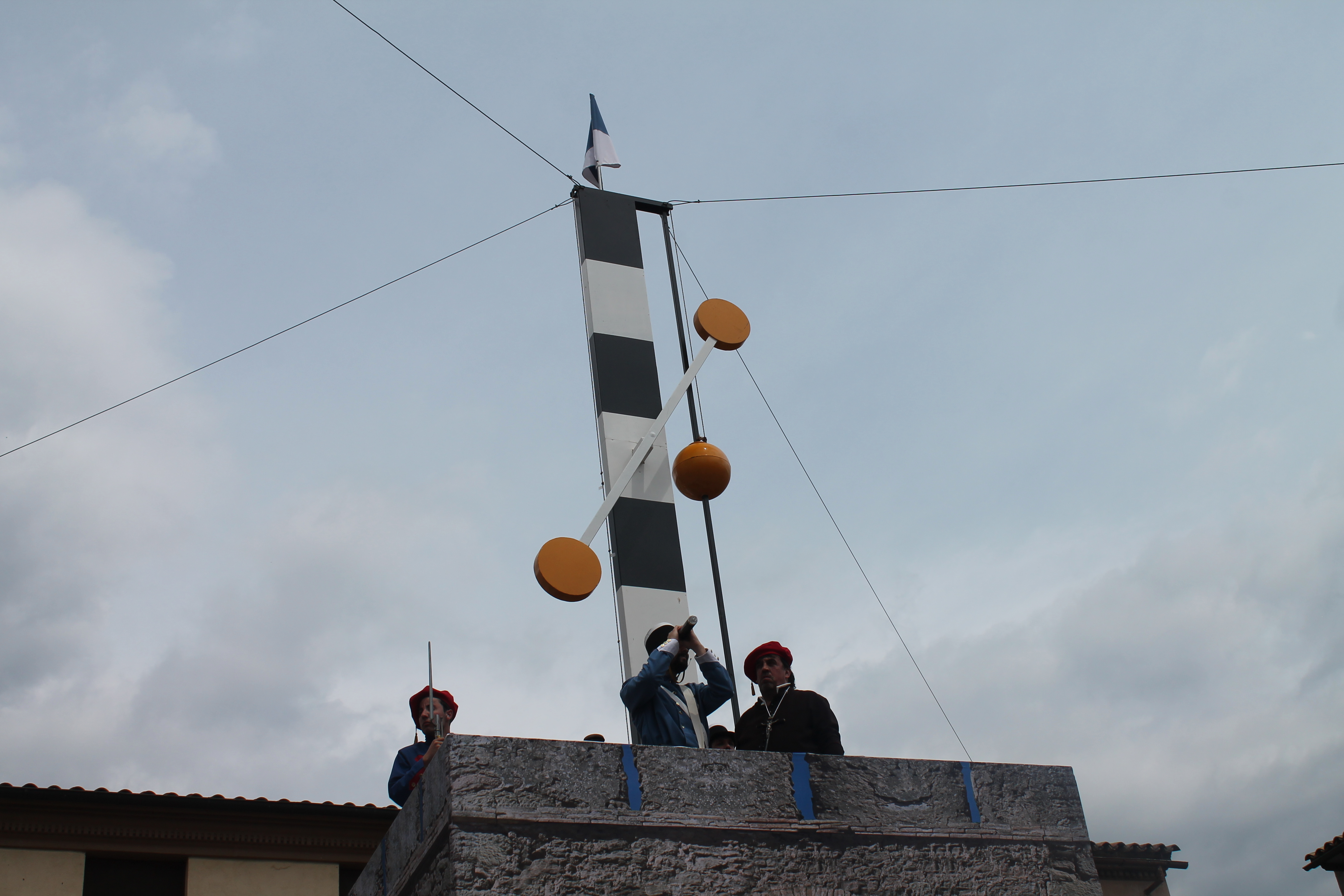
Reproducció d'un aparell de telegrafia òptica. Autor: Pep Pedragosa

La Torre dels Soldats és una de les torres que encara queden dempeus de la xarxa de telegrafia òptica de Catalunya, ara desapareguda, que l'exèrcit liberal va construir durant la Guerra dels Matiners. L’aïllament que patien els pobles en aquells temps, juntament amb el fet que els rebels carlins actuessin en grups poc nombrosos i amb molta mobilitat, dificultaven la tasca de l'exèrcit liberal. Aquesta xarxa de telègraf va ser pensada per fer més efectiva la seva lluita gràcies a l’obtenció d’una informació més ràpida i eficaç sobre els moviments dels carlins.
La Torre dels Soldats es va construir l’any 1851 i està situada al turó de Solells de la Posa, a 400 m d’altitud. Abans de la seva restauració l’any 2013, es trobava ben conservada, ja que encara tenia els quatre murs. És una torre de base quadrada, amb una planta baixa, un primer pis i un terrat al damunt on se situava el telègraf. Les parets són murs de maçoneria de pedra i morter de calç i la torre va ser erigida per facilitar les comunicacions i allotjar una petita guarnició per a la defensa del territori. A través dels aparells telegràfics òptics, es comunicava amb la torre anterior d'Artés i amb la torre posterior de Sant Feliu Sasserra.
Durant la Fira dels Matiners, hi ha una reproducció d’aquesta torre a la Plaça Major del poble i és un dels escenaris principals de la història. A més, al migdia es fa una exhibició amb quatre aparells de telegrafia òptica on s'explica com s'utilitzaven i es fa una demostració amb exemples a càrrec dels alumnes de l’Escola Barnola d’Avinyó.

### Espai Matiners
L'Espai Matiners és un centre d’interpretació on s'explica el Combat d’Avinyó, el més important de la Guerra dels Matiners. També s'hi explica en què consistia la telegrafia òptica, el principal mitjà de comunicació de l’època, del qual la Torre dels Soldats, reproduïda amb una maqueta de gran format, és un exponent encara present al municipi. En aquest espai també s'ofereixen visites guiades.
A l’Espai Matiners es poden veure tres exposicions que hi són de manera permanent. Primerament, una exposició que explica el Combat d’Avinyó. En segon lloc, una exposició anomenada «Les Cròniques del combat d’Avinyó», que exposa les notícies que s'explicaven als diaris de l’època sobre la guerra. I, per acabar, una exposició on es pot conèixer què era la telegrafia òptica i com funcionava. Així mateix, també compta amb exposicions fotogràfiques temporals, com per exemple l'exposició del Cicle Vegetatiu de la Vinya.

## Activitats de la fira

### Activitats culturals
- Concert de l’Aula de Música
- Danses populars
- Demostracions del funcionament de la telegrafia òptica
- Exposicions d’art
- Música en directe
- Parades de botigues del poble, de veïns i veïnes, d’entitats o de visitants de fora del poble.
- Trobada de col·leccionistes de xapes de cava (2017)
- Visites guiades pel celler del Mas Verdaguer

### Activitats gastronòmiques
- Sopar de Maridatge: és un sopar que se celebra al Celler Abadal dedicat al porc Ral i al vi Abadal, dos productes d'important rellevància gastronòmica que són elaborats a Avinyó.[1]
- Degustacions de porc i vi
- Parades gastronòmiques

### Activitats esportives
- Cursa dels Matiners: és una cursa nocturna d’uns 10 km organitzada pels Esquerdabocs. Passa per llocs emblemàtics de la Guerra dels Matiners dels voltants d’Avinyó i està ambientada en l’època dels matiners.[1]